# Chusquea sneidernii
Chusquea sneidernii är en gräsart som beskrevs av Erik Asplund. Chusquea sneidernii ingår i släktet Chusquea och familjen gräs.
Artens utbredningsområde är Colombia. Inga underarter finns listade i Catalogue of Life.